# Передел (посёлок, Владимирская область)
Передел — посёлок Судогодского района Владимирской области России, входит в состав Муромцевского сельского поселения.

## География
Посёлок расположен в 7 км на юго-восток от центра поселения посёлка Муромцево и в 11 км на юго-восток от райцентра города Судогда, в 2 км от деревни Передел.

## История
Образован как посёлок при железнодорожной станции Передел в начале XX века в связи со строительством линии Волосатая — Нерудная — Судогда, с 1926 года посёлок входил в состав Судогодской волости Владимирского уезда. В 1926 году в посёлке числилось 28 дворов.
С 1929 года посёлок входил в состав Передельского сельсовета Судогодского района, с 1940 года — в составе Муромцевского сельсовета, с 2005 года — в составе Муромцевского сельского поселения.

## Население
| 1926 | 1959 | 1970 | 1979 | 1983 |
| ---- | ---- | ---- | ---- | ---- |
| 107  | ↗628 | ↘600 | ↘383 | ↘341 |
| 2002 | 2010 | 2021 |      |      |
| ↘243 | ↘153 | ↘125 |      |      |

## Инфраструктура
В посёлке имеется фельдшерско-акушерский пункт.

## Известные люди
В посёлке родился участник Великой Отечественной войны Герой Советского Союза Николай Иванович Спирин.